# Wilhelm Anrep
Carl Wilhelm Anrep, född den 28 mars 1869 i Norra Råda församling, Värmlands län, död den 17 november 1948 i Leksands församling, Kopparbergs län, var en svensk jurist. Han var måg till Gustaf Rudebeck och svärfar till Lennart Hammarskiöld.
Anrep avlade mogenhetsexamen i Örebro 1888 och juris utriusque kandidatexamen vid Uppsala universitet 1896. Efter tingstjänstgöring och långvariga domarförordnanden blev han adjungerad ledamot i Svea hovrätt 1908 och tillförordnad revisionssekreterare 1911 samt utnämndes till häradshövding i Nedansiljans domsaga 1913. Anrep pensionerades 1939. Han blev riddare av Nordstjärneorden 1923 och kommendör av andra klassen av samma orden 1935.